# Bufo exiguus
Bufo exiguus — вид жаб родини ропухових (Bufonidae). Описаний у 2023 році.

## Назва
Видова назва exiguus на латині означає «малий» і вказує на невеликий розмір тіла.

## Поширення
Вид є ендеміком Китаю. Відомий лише у типовому місцезнаходженні — схили гори Нанькунь у провінції Гуандун.

## Опис
Вид відрізняється від інших видів роду Bufo поєднанням таких морфологічних ознак: малий розмір тіла (дорослі самці з SVL 43,2–43,3 мм, дорослі самиці з SVL 48,5–52,4 мм); тимпан відсутній; привушні залози невеликі, оливкової форми; тарзальна складка відсутня; дорсальне тіло з тонкою хребцевою лінією; численні білі зернисті шлюбні шипики, присутні на тильній і внутрішній поверхнях I і II пальців у самців.